# TIB – Leibniz-Informationszentrum Technik und Naturwissenschaften

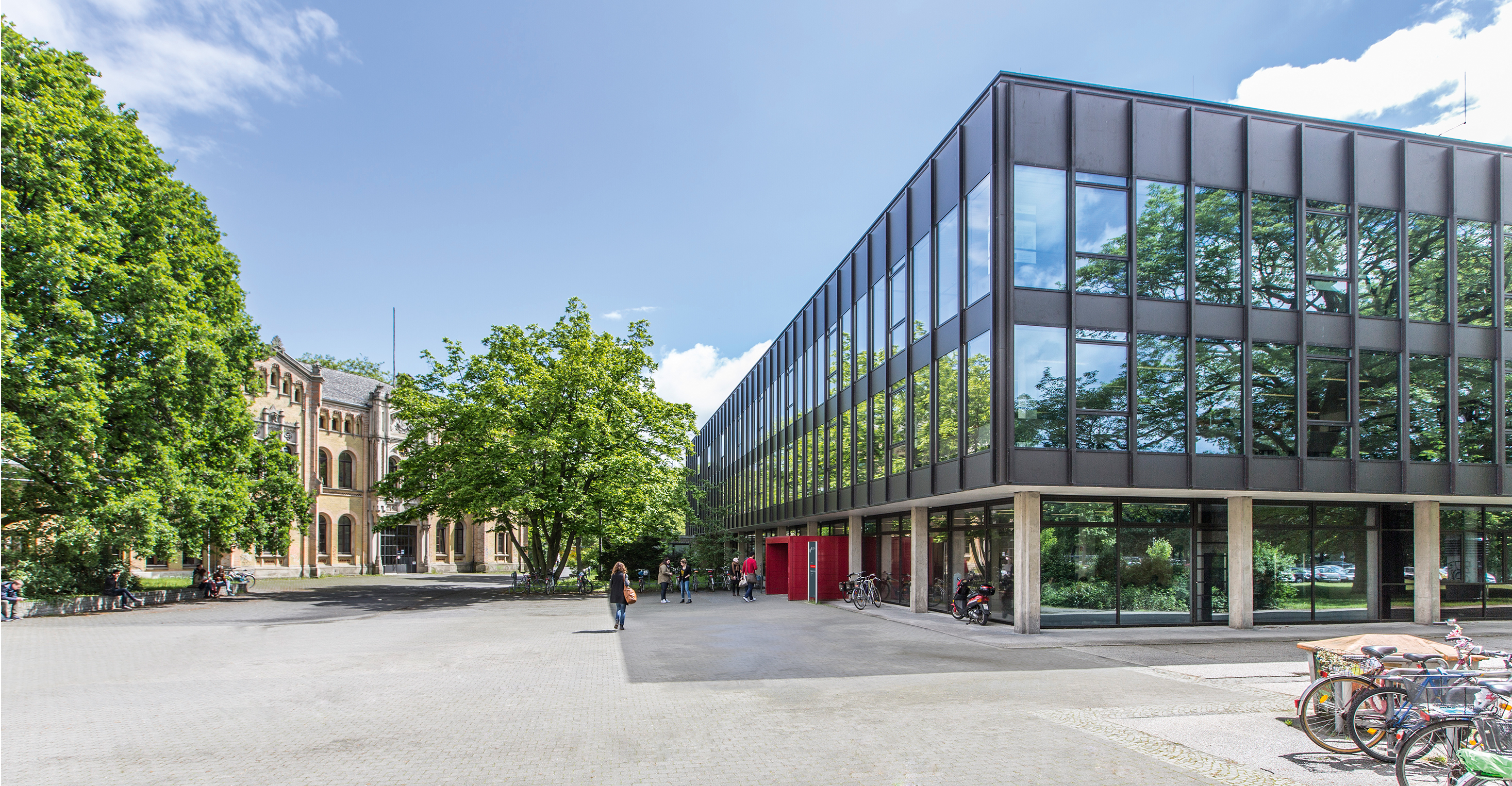
Haupteingang des Standortes TIB Technik/Naturwissenschaften in Hannover. Erbaut 1965.

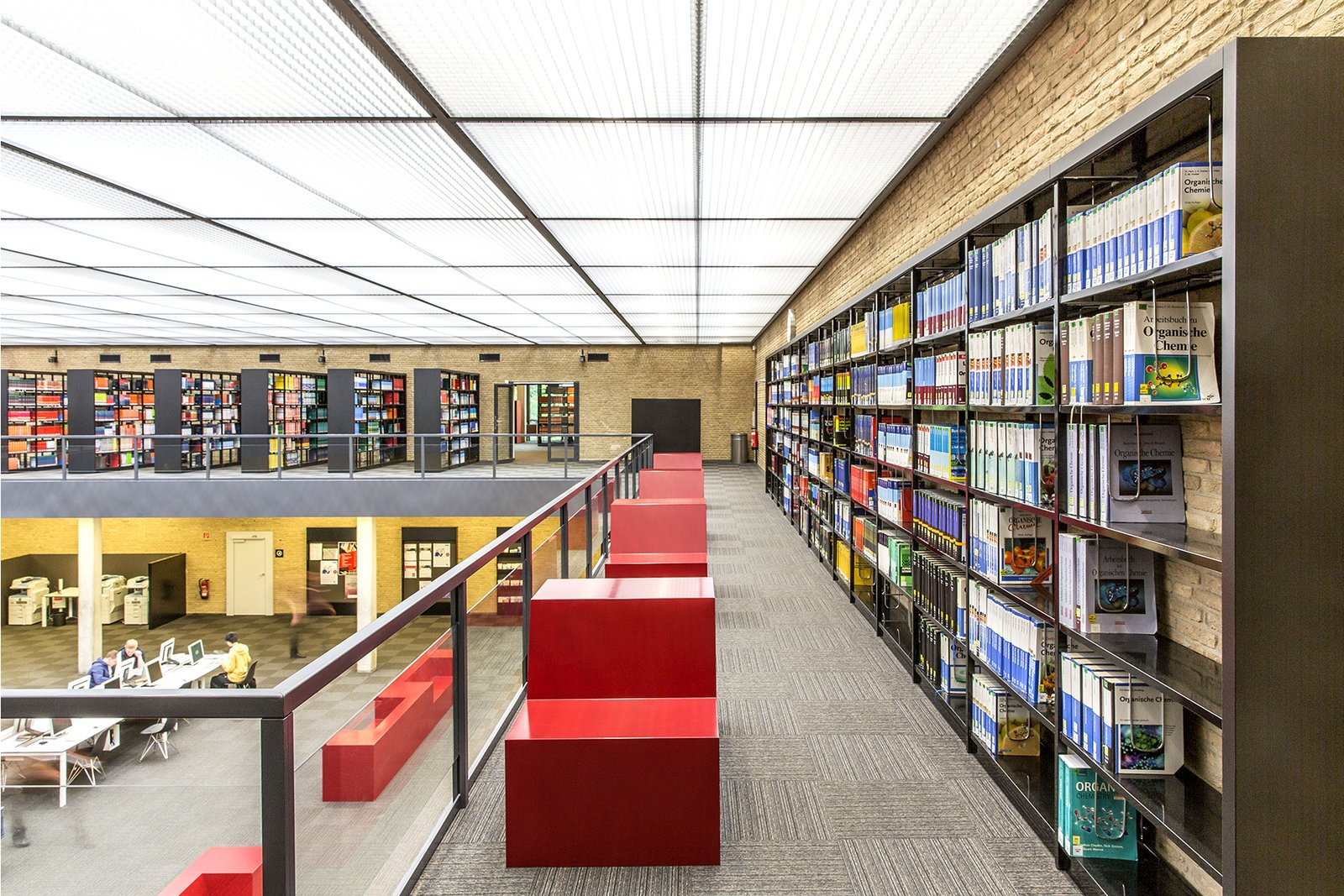
Innenansicht des TIB Standortes Technik/Naturwissenschaften am Hauptcampus der Leibniz Universität.

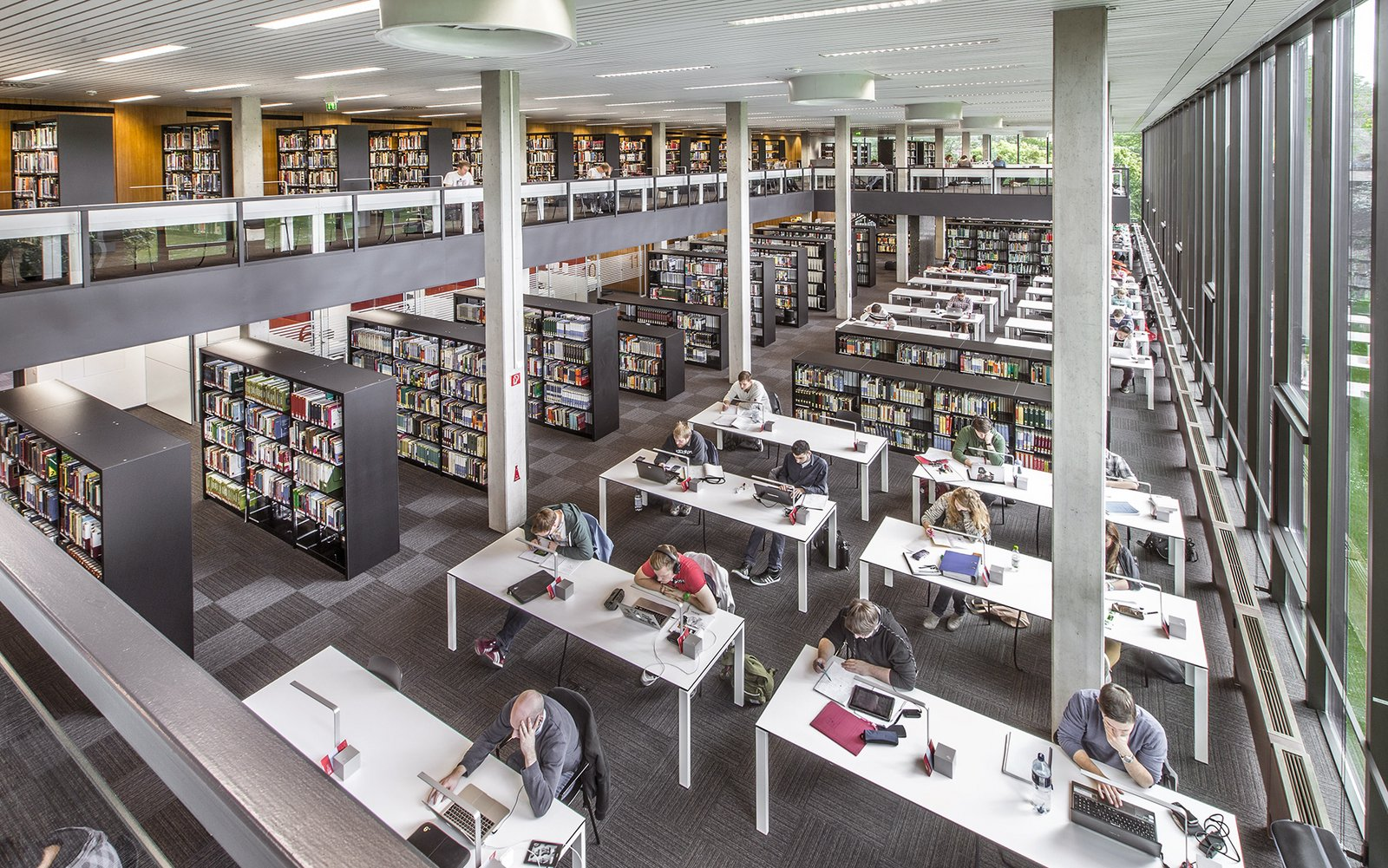
TIB Standort Technik/Naturwissenschaften am Hauptcampus der Leibniz Universität. Großer Lesesaal.

Die TIB – Leibniz-Informationszentrum Technik und Naturwissenschaften mit Sitz in Hannover ist die Deutsche Zentrale Fachbibliothek für Technik sowie Architektur, Chemie, Informatik, Mathematik und Physik. Sie zählt zu den weltweit größten Fachbibliotheken in diesen Disziplinen und bietet gedruckte sowie digitale Literatur und wissenschaftliche Informationen für Forschung, Wirtschaft und Öffentlichkeit. Zu ihren Zielgruppen gehören u. a. Forschende, Unternehmen, Studierende und Lehrende.
Als Mitglied der Leibniz-Gemeinschaft betreibt die TIB angewandte Forschung, insbesondere in den Bereichen Data Science, nicht-textuelle Materialien, Open Science und Visual Analytics. Ziel dieser Forschungsarbeit ist die Entwicklung von Technologien und Methoden, die den Zugang zu wissenschaftlichen Informationen und deren Austausch verbessern.
Darüber hinaus sichert die TIB als Universitätsbibliothek die Literaturversorgung der Gottfried Wilhelm Leibniz Universität Hannover. Die TIB ist eine Stiftung öffentlichen Rechts des Landes Niedersachsen. Sie kooperiert mit den Zentralen Fachbibliotheken ZB MED – Informationszentrum Lebenswissenschaften und ZBW – Leibniz-Informationszentrum Wirtschaft, insbesondere in den Bereichen Volltextversorgung, Langzeitarchivierung und Open Access. Im Jahr 2020 zeichnete der Deutsche Bibliotheksverband die TIB als „Bibliothek des Jahres“ in Deutschland aus.

## Geschichte und Struktur
Die TIB wurde als Technische Informationsbibliothek 1959 nach dem Sputnikschock gegründet, um wissenschaftliche Informationen zu sammeln und Wissenschaft sowie Wirtschaft in Deutschland zu unterstützen.
Die TIB geht auf die Bibliothek der 1831 errichteten „Höheren Gewerbeschule zu Hannover“ zurück. Infolge des Sputnikschocks wurde dann 1959 die „Technische Informationsbibliothek“ gegründet, um wissenschaftliche Informationen zu sammeln und Wissenschaft sowie Wirtschaft in Deutschland zu unterstützen, die in Hannover angesiedelt wurde. Seit 2016 ist die Bibliothek eine Stiftung des öffentlichen Rechts des Landes Niedersachsen.
Im Laufe ihrer Geschichte trug die TIB verschiedene Bezeichnungen, unter anderem „Universitätsbibliothek Hannover“ und „Technische Informationsbibliothek“. Diese spiegeln ihre zunehmend erweiterten Funktionen wider. Der gesetzliche Name der Stiftung lautet „Technische Informationsbibliothek (TIB)“. Sie führt die Zusatzbezeichnungen „Leibniz-Informationszentrum Technik und Naturwissenschaften“ und „Universitätsbibliothek“. Im allgemeinen Sprachgebrauch hat sich TIB – Leibniz-Informationszentrum Technik und Naturwissenschaften etabliert.
Heute ist die TIB ein Informationszentrum mit einem breiten Tätigkeitsspektrum. Als Mitglied der Leibniz-Gemeinschaft nimmt sie Aufgaben wahr, die über die traditionelle Bibliotheksarbeit hinausgehen.
Als öffentlich finanzierte Einrichtung verfolgt die TIB das Ziel, einen freien Zugang zu wissenschaftlichen Informationen zu ermöglichen und engagiert sich unter anderem in den Bereichen Open Access, Open Data, Open Educational Resources, Open Infrastructures, Open Science und Open Source für einen offenen Umgang mit wissenschaftlichen Erkenntnissen. Sie ist Mitunterzeichnerin der „Barcelona Declaration on Open Research Information“, die sich für transparente und offene Forschungsinformationen einsetzt.
Grundsätzlich übernimmt die TIB drei verschiedene Funktionen:
Informationszentrum für Technik und Naturwissenschaften
Als Mitglied der Leibniz-Gemeinschaft engagiert sich die TIB für die Digitalisierung der Wissenschaft. Sie entwickelt digitale Infrastrukturen und Dienste, die Forschende in ihrer Arbeit unterstützen. Sie arbeitet daran, wissenschaftliche Erkenntnisse transparenter und besser zugänglich zu machen. Darüber hinaus organisiert die TIB internationale Konferenzen und Fachforen, die den Austausch zwischen Wissenschaft, Wirtschaft und Öffentlichkeit fördern.
Deutsche Zentrale Fachbibliothek für Technik sowie Architektur, Chemie, Informatik, Mathematik und Physik
Die TIB ist als Deutsche Zentrale Fachbibliothek für Technik sowie Architektur, Chemie, Informatik, Mathematik und Physik eine der weltweit größten Fachbibliotheken im Bereich Technik und Naturwissenschaften. Sie stellt Literatur und Informationen aus den diesen Bereichen zur Verfügung und unterstützt Fachkräfte und Forschende im Lehr- und Forschungsbetrieb. Zudem fungiert sie als Depotbibliothek und archiviert Werke zur langfristigen Nutzung.
Universitätsbibliothek
Die TIB übernimmt die Funktion der Universitätsbibliothek der Gottfried Wilhelm Leibniz Universität Hannover. Sie stellt Studierenden, Lehrenden und Forschenden wissenschaftliche Literatur zur Verfügung, die zunehmend auch in digitaler Form abrufbar ist. Die Bibliothek verfügt über mehrere Standorte in Hannover und bietet Arbeitsplätze für unterschiedliche Anforderungen.

## Bibliotheksprofil

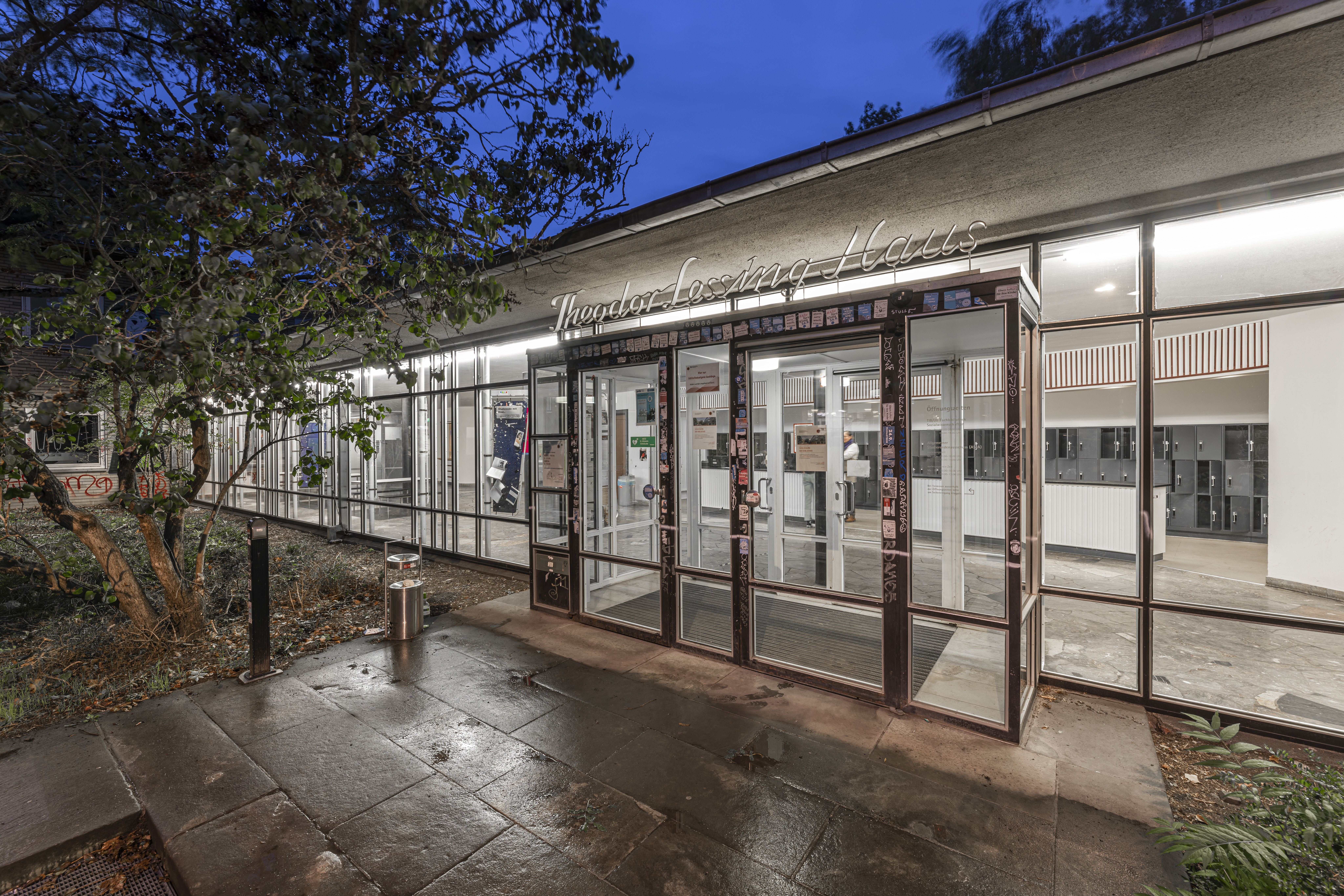
Haupteingang des Theodor-Lessing-Hauses in Hannover, TIB-Standort Sozialwissenschaften.

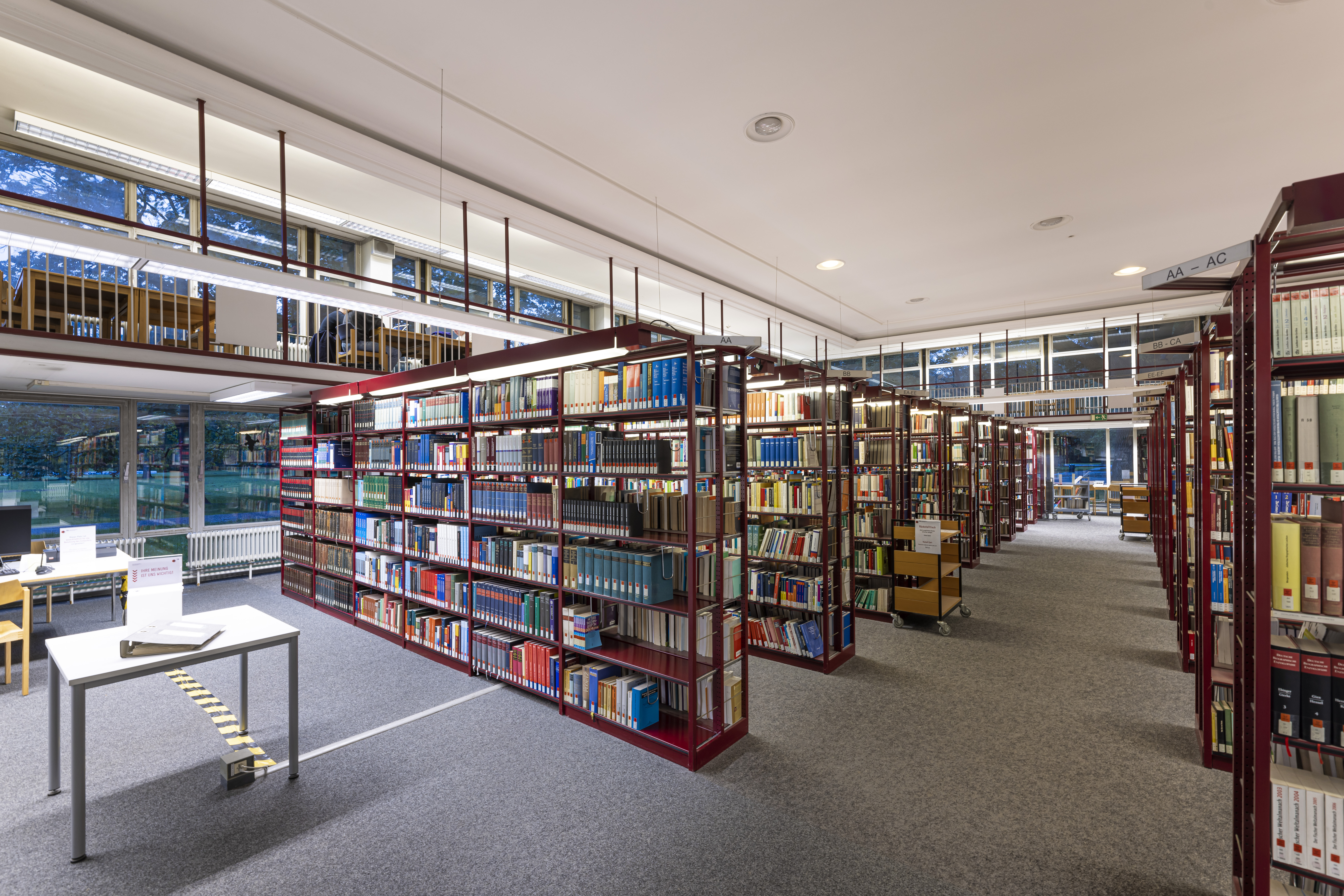
Innenansicht des TIB-Standortes Sozialwissenschaften mit Bücherregalen und Arbeitsplätzen im Theodor-Lessing-Haus, Hannover.

Die TIB vereint die Funktionen einer Fach-, Spezial-, Universitäts- und Depotbibliothek und zeichnet sich durch einen vielfältigen Bestand sowohl thematisch als auch medial aus. Ein bedeutender Anteil der Ressourcen – 62 % – entfällt auf den Bereich der Grauen Literatur. Durch ein breites Angebot an physischen und digitalen Zugängen gewährleistet die TIB eine umfassende Informationsversorgung. Mit ihrem Schwerpunkt auf technisch-naturwissenschaftlicher Literatur und ihrem Engagement für offene Wissenschaft stellt sie sicher, dass sowohl grundlegende Werke als auch spezialisierte Forschungsinformationen weltweit verfügbar sind.
Die TIB übernimmt auf nationaler und regionaler Ebene zentrale bibliothekarische Infrastrukturfunktionen:
- Deutsche Zentrale Fachbibliothek für technisch-naturwissenschaftliche Fach- und Forschungsinformationen mit Beständen in Technik, Architektur, Chemie, Informatik, Mathematik und Physik[15]
- Universitätsbibliothek der Leibniz Universität Hannover mit zusätzlichen Beständen aus nicht-naturwissenschaftlichen Fachgebieten, die für Forschung und Lehre von Bedeutung sind[7]
- Depotbibliothek für Graue Literatur, insbesondere Forschungs- und Konferenzberichte[7][13]

Ergänzt wird der Bestand der TIB um Dissertationen, Normen und Standards sowie schwer zugängliche Publikationen aus Osteuropa und Ostasien. Außerdem sind Metadaten von Patentdokumenten in den Index des TIB-Portals integriert. Der Zugriff erfolgt über die Verlinkung zum Europäischen Patentamt (EPA).
Die TIB bietet Zugang zu einer Vielzahl digitaler und physischer Ressourcen (Stand 31.12.2023) :
- mehr als 155 Millionen Wissensobjekte über tib.eu abrufbar
- 18,4 Millionen digitale Volltexte verfügbar
- über die Suchmaschine OERSI Zugriff auf mehr als 77.000 offene Bildungsmaterialien (OER).
- der Bestand des Archivs der TIB/Universitätsarchiv Hannover hätte aneinandergereiht eine Länge von 2,4 Kilometern

TIB-Portal
Das TIB-Portal ist eine zentrale Plattform zur Recherche und zum Zugriff auf die umfangreichen Bestände der Bibliothek. Es bietet eine integrierte Suchfunktion, die sowohl elektronische als auch physische Medien einschließt. Das Portal ist ein essenzielles Werkzeug für die wissenschaftliche Informationsversorgung, da es den Zugang zu Millionen von Publikationen, Metadaten und Datenbanken ermöglicht.
TIB AV-Portal
Das TIB AV-Portal bietet Zugang zu wissenschaftlichen Filmen und audiovisuellen Medien. Es spielt eine zentrale Rolle in der Informationsversorgung, da es eine systematische Suche und Zitierfähigkeit audiovisueller Inhalte ermöglicht. Es bietet eine automatisierte Inhaltserschließung durch Methoden der Künstlichen Intelligenz und ermöglicht eine gezielte Suche nach wissenschaftlichen Kriterien.
OER-Portal twillo
Das OER-Portal twillo ist eine Plattform für Open Educational Resources (OER). Es ermöglicht den Zugang zu freien Bildungsressourcen und unterstützt die wissenschaftliche Gemeinschaft bei der Erstellung und Nutzung von offen lizenzierten Lehr- und Lernmaterialien. Twillo trägt zur Informationsversorgung bei, indem es Wissen frei zugänglich bereitstellt und kollaborative sowie innovative Ansätze zur Wissensverbreitung bietet.

## Services

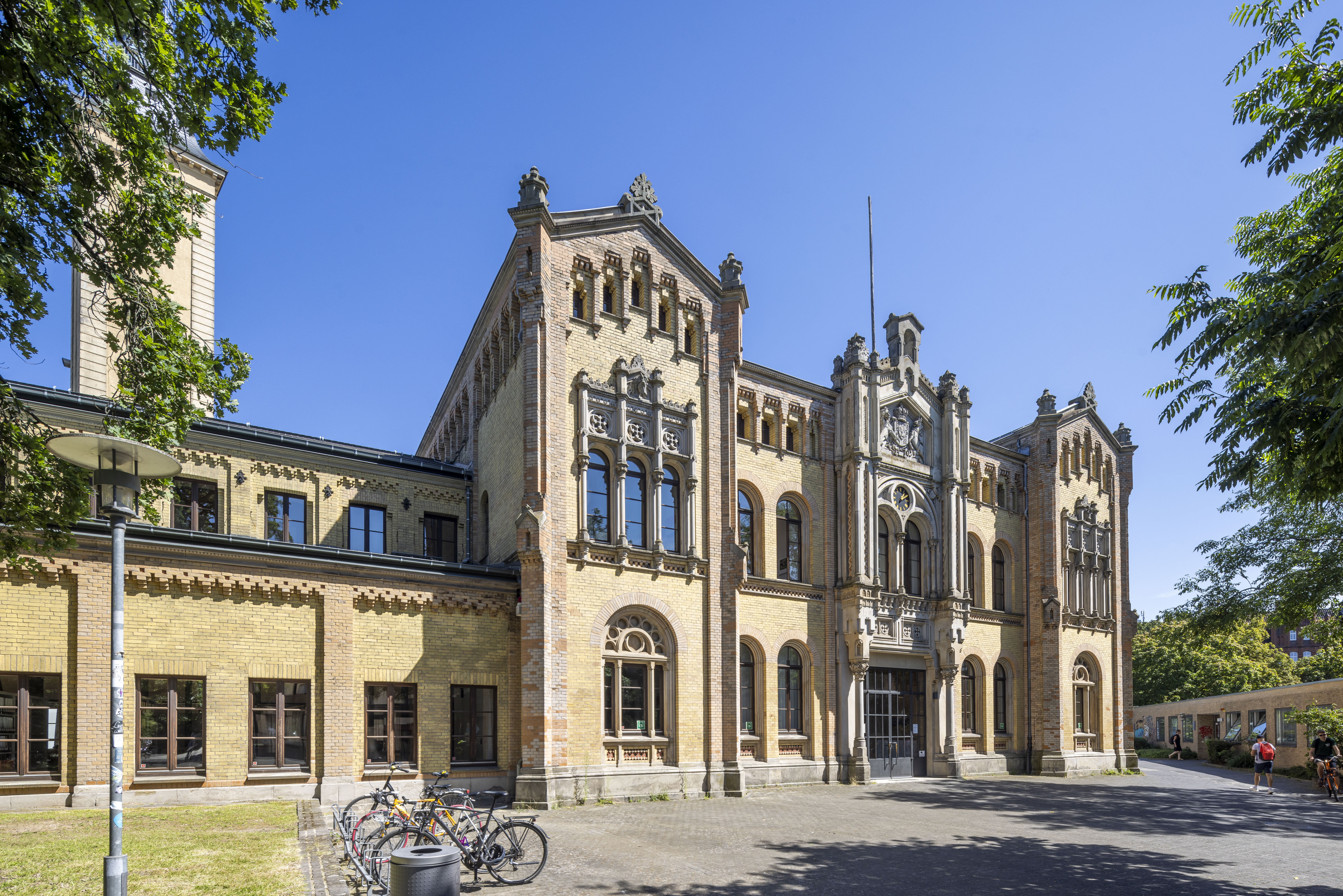
TIB-Standort für Patente, Normen und Standards im historischen Marstall beim Welfenschloss. Erbaut 1867.

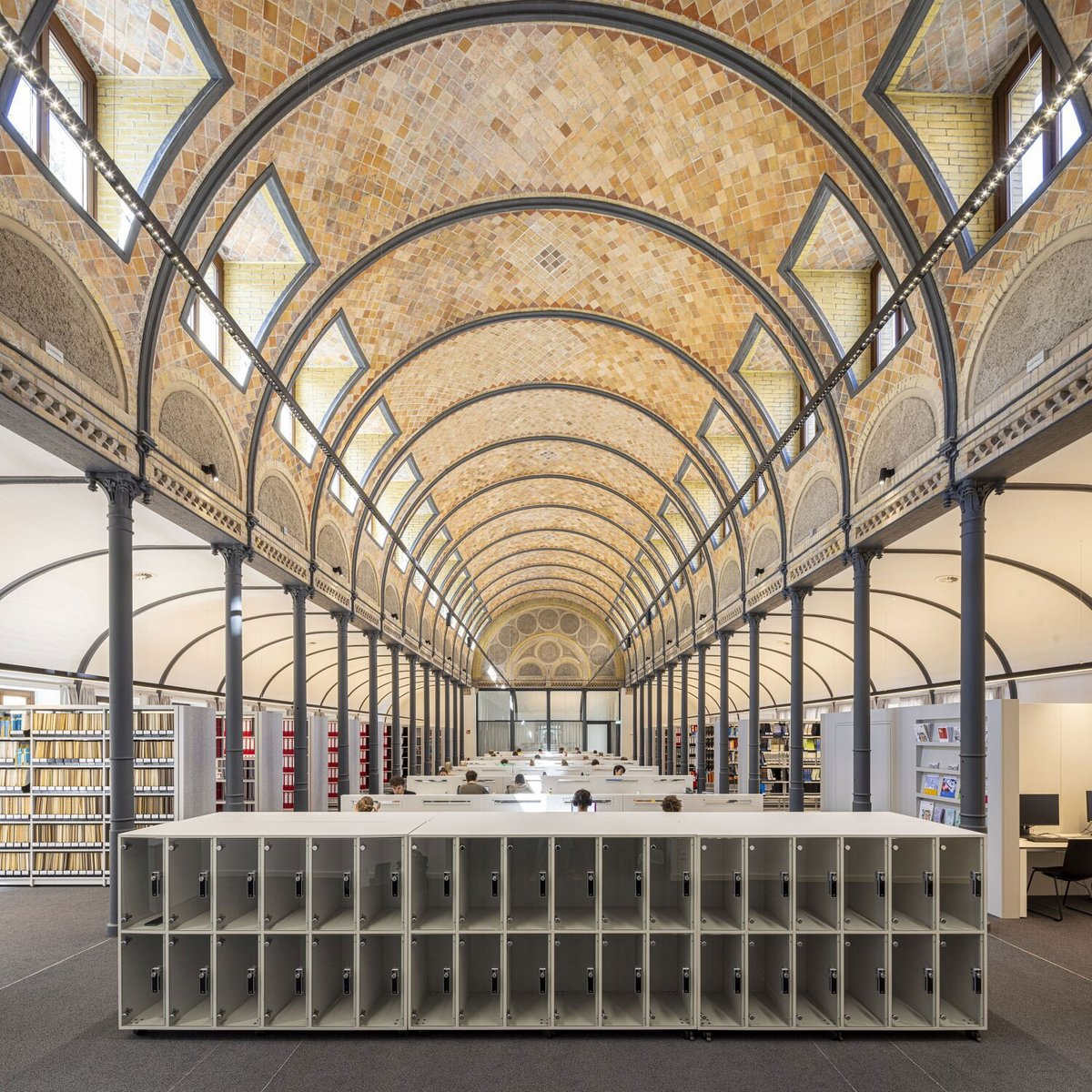
TIB-Standort im Marstall am Welfenschloss am Hauptcampus der Leibniz Universität. Innenansicht des Lesesaals Patente und Normen nach der Sanierung 2024.

Die TIB – Leibniz-Informationszentrum Technik und Naturwissenschaften bietet verschiedene Dienstleistungen zur Informationsversorgung, Publikation und Informationsinfrastruktur an. Besonders geforscht und gefördert wird dabei der Bereich Open Access, zudem werden Projekte und Veranstaltungen in Kooperationen mit anderen Institutionen umgesetzt. Die Services der TIB richten sich primär an Wissenschaftlerinnen und Wissenschaftler, Forschungseinrichtungen sowie an die Industrie, aber auch an die breite Öffentlichkeit.

### Informationsversorgung
Die TIB unterstützt Wissenschaft und Forschung durch verschiedene Dienste zur Bereitstellung und Sicherung von Fachinformationen.
TIB-Dokumentlieferung: Die TIB stellt wissenschaftliche Fach- und Forschungsinformationen u. a. aus Technik und Naturwissenschaften bereit. Die TIB-Dokumentlieferung ermöglicht eine schnelle Bereitstellung von Informationen in elektronischer oder gedruckter Form oder einen Direktzugriff auf elektronische Dokumente über die Portale der TIB. Nicht in der TIB vorhandene Literatur kann über das Netzwerk beschafft werden. Die TIB sammelt deutsche Forschungsberichte aus Technik und Naturwissenschaften.
TIB AV-Portal: Im AV-Portal der TIB werden wissenschaftliche Videos insbesondere aus den Bereichen Technik und Naturwissenschaften bereitgestellt und nachhaltig für Bildung und Wissenschaft nutzbar gemacht. Die Videos werden per Speech-to-Text analysiert, wodurch eine Suche im gesprochenen Text des Videos ermöglicht wird, und mit einem eindeutigen Zitierlink (Digital Object Identifier (DOI)) versehen. Das AV-Portal wurde vom Kompetenzzentrum für nicht-textuelle Materialien an der TIB in Kooperation mit dem Hasso-Plattner-Institut seit Juli 2011 entwickelt und ging im Frühjahr 2014 online.
Langfristig baut die TIB ihre Informationsdienste weiter aus, um eine effizientere Bereitstellung von Fachinformationen zu gewährleisten.

### Publikation und Informationsinfrastruktur
Die TIB unterstützt die Wissenschaft bei der Publikation wissenschaftlicher Informationen und der Entwicklung von Forschungsinfrastrukturen.
PID-Services: Die TIB vergibt u. a. DOI´s für Forschungsdaten, nicht-textuelle Materialien wie Videos, Bilder, Open-Access-Publikationen und andere wissenschaftliche Objekte. So kann eine nachhaltige und eindeutige Zitierbarkeit von Medien gewährleistet werden.
VIVO: Die TIB entwickelt und unterstützt die Open-Source-Software VIVO für Forschungsinformationssysteme und begleitet Wissensorganisationen bei der Implementierung von Forschungsinformationslösungen.
Preservation-as-a-Service: Die TIB bietet Dienstleistungen zur digitalen Langzeitarchivierung von Forschungsdaten und Publikationen an.
Mit dem TIB Terminology Service, dem TIB Leibniz Data Manager und FALCON 2.0 unterstützt die TIB den Aufbau von Informationsinfrastrukturen und die Informationsversorgung zusätzlich. Sie entwickelt ihre Services weiter, um langfristig eine nachhaltige und offene Forschungsinfrastruktur bereitzustellen.

### Netzwerk und Kooperationen
Die TIB engagiert sich in nationalen und internationalen Kooperationen zur Förderung des offenen Wissenschaftsbetriebs.
#vBib: virtuelle Konferenz für digitale Bibliotheks- und Informationsthemen zur Vernetzung und Weiterbildung in der Wissenschaft.
Open Science Festival: Veranstaltung zur Förderung von Open Science und wissenschaftlichem Austausch.
Internationale Kooperationen: Zusammenarbeit mit internationalen Bibliotheken und Forschungseinrichtungen zur Entwicklung innovativer Informationsdienstleistungen.
twillo und OERSI: Über twillo können Bildungsmaterialien mit anderen Lehrenden an niedersächsischen Hochschulen geteilt und damit die eigene Lehre sichtbar gemacht werden. OERSI ermöglicht als Suchmaschine für freie Bildungsmaterialien in der Hochschullehre, das Durchsuchen frei zugänglicher Bildungsmaterialien.

### Open Access
Die TIB unterstützt Open-Access-Publikationen durch verschiedene Plattformen und Services.
B!SON: Ein in Zusammenarbeit mit der TIB realisierter Empfehlungsdienst für qualitätsgesicherte Open-Access-Zeitschriften, der Autorinnen und Autoren bei der Wahl einer geeigneten Zeitschrift für die Veröffentlichung ihrer Forschungsergebnisse unterstützt.
TIB Open Publishing: Service zur Publikation von Open-Access-Medien. Ergänzt wird TIB Open Publishing um das Repositorium RENATE zur kostenfreien Veröffentlichung wissenschaftlicher Publikationen aus den Fachgebieten Naturwissenschaften und Technik.
Fachinformationsdienste (FID): Mit FIDmove, FID BAUdigital und FID Materials Science beteiligt sich die TIB an der Vernetzung und Informationsversorgung von Institutionen und Personen verschiedener technischer und naturwissenschaftlicher Fachbereiche.

### ORKG und ORKG Ask
Der Open Research Knowledge Graph (ORKG) unterstützt die strukturierte Darstellung von Forschungsergebnissen und hilft, der Publikationsflut in den Wissenschaften zu begegnen. Wissenschaftliche Beiträge aus Publikationen werden in einer Datenbank, dem Knowledge Graph, organisiert. Realisiert werden der ORKG und ORKG Ask u. a. mit Forschenden und Studierenden der Gottfried Wilhelm Leibniz Universität Hannover und der TIB.
ORKG: Plattform zur Erfassung, Analyse und Recherche wissenschaftlicher Erkenntnisse in maschinenlesbarer Form.
ORKG Ask: Seit 2024 ermöglicht ORKG Ask mit Hilfe Künstlicher Intelligenz (KI) die Beantwortung wissenschaftlicher Fragen auf Basis eines Korpus von 80 Millionen wissenschaftlichen Publikationen.
Die TIB und Gottfried Wilhelm Leibniz Universität Hannover treiben den Ausbau des ORKG voran, um wissenschaftliche Informationen effizienter auffindbar und besser nutzbar zu machen, auch interdisziplinär.

## Forschung und Entwicklung

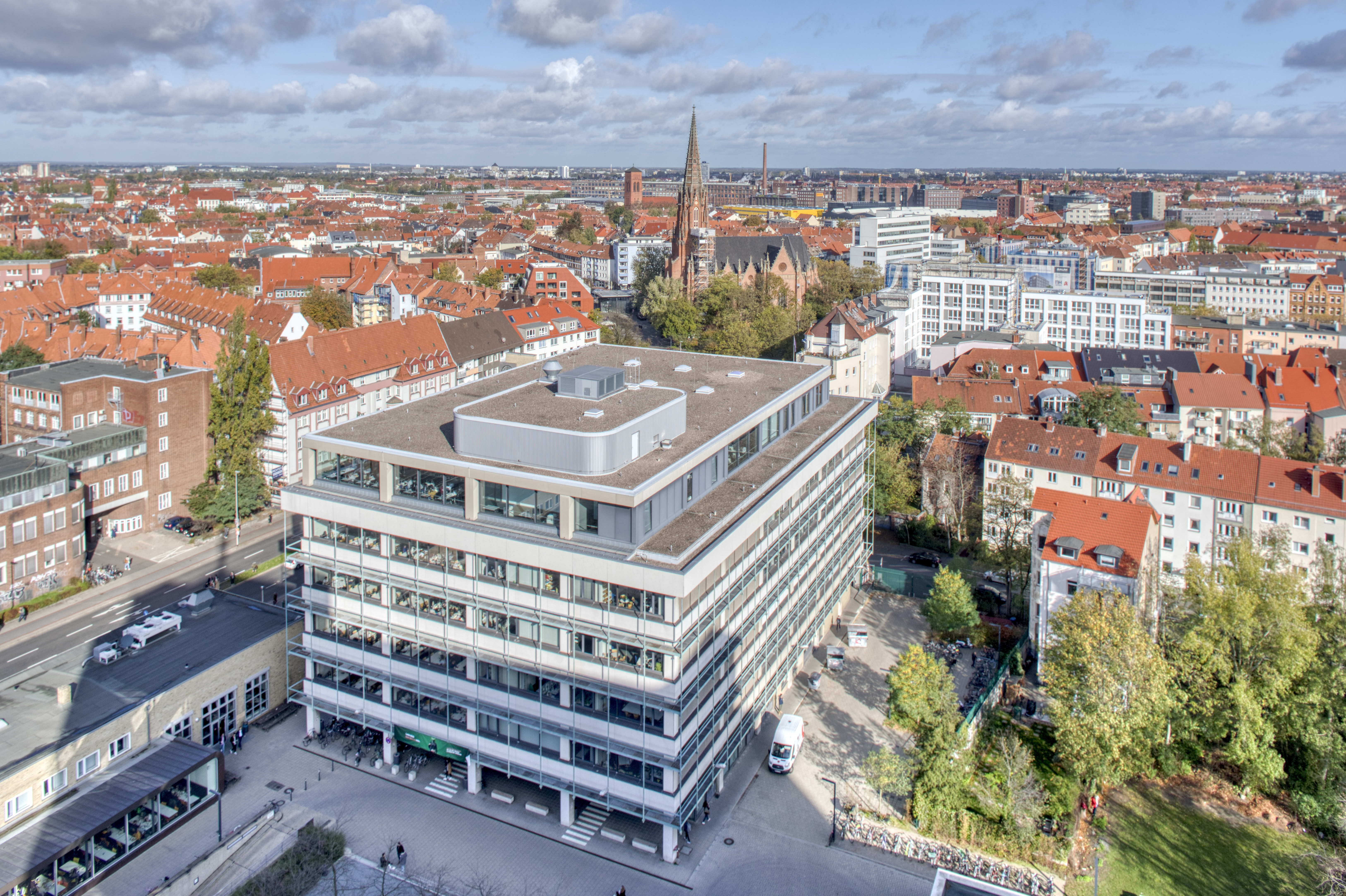
TIB-Standort für Erziehungs-, Literatur-, Rechts- und Wirtschaftswissenschaften am Königsworther Platz in Hannover. Erbaut 1966.

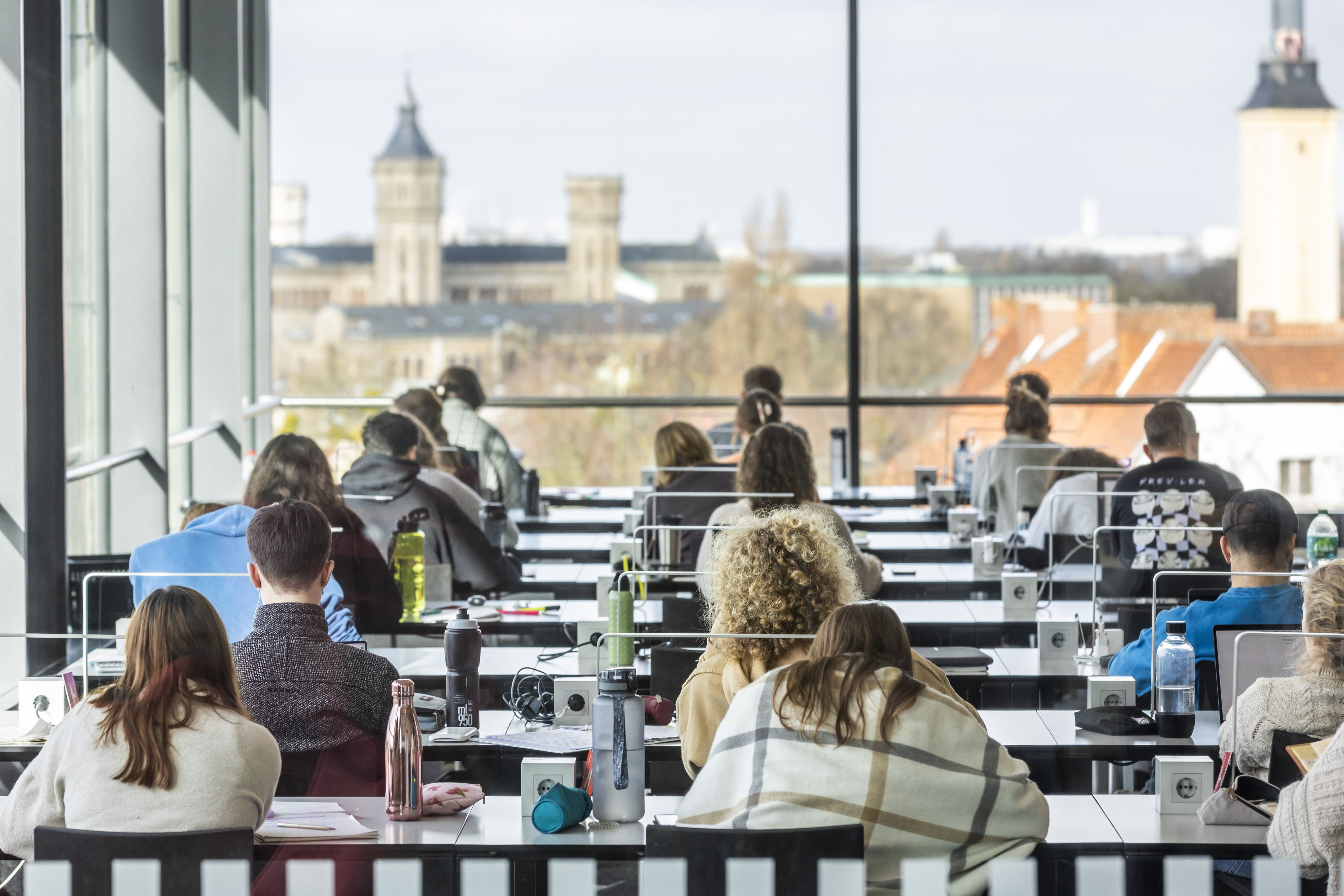
Lesesaal am TIB Standort Erziehungs-, Literatur-, Rechts- und Wirtschaftswissenschaften am Conti-Campus.

Die TIB betreibt Forschung und Entwicklung in zentralen Bereichen der bibliothekarischen Infrastruktur mit dem Ziel, neue Dienstleistungen zu generieren und bestehende zu optimieren. Als Mitglied der Leibniz-Gemeinschaft erfüllt sie damit ihren Auftrag, wissenschaftliche Erkenntnisse für Gesellschaft, Wissenschaft und Wirtschaft nutzbar zu machen. Die gewonnenen Erkenntnisse sind für Forschende, Bibliotheken, Bildungseinrichtungen und die breite Öffentlichkeit von Bedeutung. Die TIB setzt Forschungsprojekte um, die sich mit Data Science, Visual Analytics, Open Science und der Nutzung nicht-textueller Materialien befassen.

### Forschungsgruppe Data Science & Digital Libraries
In der Forschungsgruppe Data Science & Digital Libraries entwickelt die TIB Methoden und Techniken für die semantische Vernetzung von Daten, Informationen und Wissen. Geleitet wird die Forschungsgruppe von Prof. Dr. Sören Auer, Direktor der TIB und Professor für Data Science and Digital Libraries an der Gottfried Wilhelm Leibniz Universität Hannover.

### Forschungsgruppe Scientific Data Management
Die Forschungsgruppe Scientific Data Management erforscht die TIB, wie groß-skalige, heterogene Daten dezentral und trotzdem semantisch vernetzt, verarbeitet und analysiert werden können. Geleitet wird die Forschungsgruppe von Prof. Dr. María-Esther Vidal.

### Forschungsgruppe Visual Analytics
In der Forschungsgruppe Visual Analytics beschäftigt sich die TIB mit der Visualisierung von Daten und der Interpretation visueller Daten. Geleitet wird die Forschungsgruppe von Prof. Dr. Ralph Ewerth.

### Forschungsgruppe Knowledge Infrastructures
Die Forschungsgruppe Knowledge Infrastructures untersucht, wie wissenschaftliches Wissen organisiert, strukturiert und zugänglich gemacht werden kann.

### Forschungsgruppe Learning and Skill Analytics
Die Forschungsgruppe Learning and Skill Analytics analysiert, wie Lernprozesse und Kompetenzentwicklung u. a. durch digitale Technologien unterstützt werden können.

### Forschungsgruppe Linked Scientific Knowledge
Die Forschungsgruppe Linked Scientific Knowledge untersucht Methoden zur Verknüpfung und Integration wissenschaftlicher Inhalte über verschiedene Plattformen und Disziplinen hinweg.

### Nicht-textuelle Materialien
Im Lab Nicht-Textuelle Materialien entwickelt die TIB Methoden zur Analyse, Sammlung und Bereitstellung von audiovisuellen Medien und Open Educational Resources (OER). Zudem arbeitet das Lab an der Referenzierung und Bereitstellung von Infrastrukturen für Forschungsdaten und wissenschaftliche Software.

### Open Science Lab
Im Open Science Lab der TIB werden im Dialog mit wissenschaftlich-bibliothekarischen Communitys neue Ideen, Strategien, Arbeitsweisen und Werkzeuge im Bereich Open Science entwickelt und erprobt. Geleitet wird das Open Science Lab von Lambert Heller und Prof. Dr. Ina Blümel (Stellvertretung).